# Simó Géza
Simó Géza (Etéd, 1870. március 7. – Marosvásárhely, 1946. február 26.) erdélyi magyar közíró, tanár, népnevelő, kommunista politikus.

## Életútja, munkássága
Szegényparaszti családból származott. Szolgadiákként végezte el a gimnáziumot, kiváló tanulmányi eredménnyel. Tanítói diplomáját a nagyenyedi Bethlen Gábor Kollégium tanítóképzőjében, tanári diplomáját Budapesten szerezte.
Első tanítói állása Magyargyerőmonostoron, első tanári állása a szlovák Iglón volt. 1903-1912 között Titelen tanított. Igló szlovák és Titel szerb nemzetiségi vidékein összeütközött a nemzeti elnyomással. Állást foglalt a nemzetiségek jogai mellett, védelmébe vette anyanyelvük szabad használatát. Titelen Néptanácsot szervezett a szegény dolgozók orvosi, adóügyi, jogi támogatására. Népkönyvtárat és dalárdát alapított. Szerkesztette a Titel és Vidéke c. lapot. Emiatt büntetésből Marosvásárhelyre helyezték át.
Betűvetésre tanította az írástudatlanokat, a szegény sorsú tanulóknak ingyenes tankönyvakciókat és étkeztetést szervezett. Az első világháború alatt három iskolában helyettesítette hadba vonult fiatalabb tanártársait, és intézte anyagi ügyeiket. Női ipari és gazdasági tanfolyamokat szervezett. A munkásság egyik vezető képviselője volt az 1918. októberi polgári demokratikus forradalom marosvásárhelyi Nemzeti Tanácsában, mely magáévá tette a nemzetek önrendelkezésének elvét. Erdély Romániához csatolásakor feleségével, Mátyás Emma tanítónővel együtt megtagadta, hogy felesküdjön Ferdinánd román királyra. Emiatt mindketten elvesztették az állásukat, és jövedelem nélkül maradtak öt kisgyermekükkel: Gyulával, Bélával, Irénnel, Gézával, Arankával.
1919-ben letartóztatták a március 15-i megemlékezés megszervezéséért. 1920 októberében letette ugyan a hivatali esküt, és visszakapta tanári állását, de rá egy hónapra megint elveszítette, mert részt vett az októberi általános sztrájk megszervezésében, és mozgósította rá a diákságot, hogy vállaljon szolidaritást a munkások harcával. Ezt követően egész életét a dolgozók érdekeinek szentelte, az erdélyi munkásmozgalom vezéregyéniségévé vált. A Tömegkultúra c. folyóirat terjesztéséért 1921-ben fogházbüntetésre ítélték. 1921-ben kezdeményezte a Kommunista Párt megalapítását, és elsőként lépett be a KP marosvásárhelyi szervezetébe. Szerkesztője volt a Marosvölgyi Munkás, az Előre, az Építőipari Munkás c. újságoknak. Munkásokat, ifjakat tanított, előadásokat tartott a munkásotthonban, könyvtárat szervezett. Lakásán illegális gyűléseket szervezett. Járta a maros-völgyi fakitermelő telepeket, oktatott, nevelt. Szervezője volt a fűrészipari dolgozók 1923-as, 25-ös és 29-es sztrájkjainak. A Marosvölgyi Szakszervezetek Kerületi Tanácsának titkárává választották (1921), a Városi és Falusi Dolgozók Blokkja képviselőjelöltjeinek listavezetője volt. Munkás szabadiskolákat hozott létre, és felvonultatta a legjelentősebb erdélyi előadókat: Antalffy Endrét, Halász Józsefet, Aradi Viktort, Molter Károlyt, Kahána Ernőt. Teret adott a munkás előadóknak.
Módszere a meggyőzés, az önálló tanulásra és gondolkodásra szoktatás, a közösségi magatartásra, szolidaritásra nevelés volt. Számtalanszor meghurcolták és megkínozták. 1926-ban 19 napos éhségsztrájkot tartott, mely majdnem az életébe került. Az 1928. évi kolozsvári nagy kommunista per vádlottjai között szerepelt. 1930-ban a Városi Tanács állandó tagjává választották. 1936-ban asztmája és gyomorbaja miatt visszavonult az aktív munkától, de tovább segített a fiataloknak. Keserűen élte meg, hogy nem sikerült megakadályozni a második világháborút, és még azok közül is csak kevesen tiltakoztak ellene, akiket ő nevelt. A felszabadulás után sok tanítványa politikai szervezetek és állami hivatalok élére került.
Utolsó írása egy mese: Az Ólom és a Vas (1946). Marosvásárhelyiek és maros-völgyiek ezrei kísérték utolsó útjára.

## Emlékezete
Marosvásárhelyen utcát és hidat neveztek el róla. Utolsó lakhelyén emléktábla őrzi a nevét és méltatja tetteit. Az 1960-as évekig bútorgyár viselte a nevét. Síremlékén szobor áll, talapzatán a felirat: „TANÍTOTT”.